# Рокка-Канавезе
Рокка-Канавезе (итал. Rocca Canavese) — коммуна в Италии, располагается в регионе Пьемонт, в провинции Турин.
Население составляет 1702 человека (2008 г.), плотность населения составляет 120 чел./км². Занимает площадь 14 км². Почтовый индекс — 10070. Телефонный код — 011.
Покровительницей коммуны почитается Пресвятая Богородица, Её Успение празднуется 15 августа. 

## Демография
Динамика населения:

## Администрация коммуны
- Официальный сайт: http://www.comune.roccacanavese.to.it/